# Ștefan Radu
Ștefan Radu   (Bucarest, 22 d'octubre de 1986) és un exfutbolista romanès de la dècada de 2000.
Fou 13 cops internacional amb la selecció romanesa amb la qual participà en l'Eurocopa de 2008.
Pel que fa a clubs, defensà els colors de Dinamo București i SS Lazio.

## Palmarès
Dinamo București
- Liga I: 2006–07
- Cupa României: 2004–05
- Supercupa României: 2005

Lazio
- Coppa Italia: 2008–09, 2012–13, 2018–19
- Supercoppa Italiana: 2009, 2017